# Milorad Mažić
Milorad Mažić (Vrbas, Serbia; 23 de marzo de 1973) es un ex árbitro serbio de fútbol profesional.

## Trayectoria

### Inicios de árbitro internacional
El día 1 de enero de 2009, debutó profesionalmente en la Asociación de Fútbol de Serbia (FSS) arbitrando los partidos de la SuperLiga Serbia (Primera división del país). Pocos meses después en mayo, fue convocado por la Unión de Asociaciones de Fútbol Europeas (UEFA) para participar en la fase final del Campeonato de Europa Sub-17 de la UEFA que se celebró en Alemania. Aquí dirigido dos partidos de la fase de grupos y una semifinal. En el mes de agosto arbitró un partido amistoso entre la Selección de fútbol de Montenegro contra la de Gales y en octubre un partido de la clasificación para la Copa Mundial de Fútbol de 2010.
En septiembre de 2010 arbitró por primera vez un partido de la Liga Europea de la UEFA en la fase de grupos durante un partido decisivo entre el Liverpool F.C. y el Athletic Club Sparta Praga.
En junio de 2011, fue convocado por la UEFA para arbitrar en las finales de la Eurocopa Sub-21 de 2011 donde dirigió dos partidos de la fase de grupos y el partido por el tercer puesto. Durante la Liga Europea de la UEFA 2011-12, destaca por haber dirigido un total de 8 partidos.
En abril de 2012 fue introducido por la Fédération Internationale de Football Association (FIFA) en una lista de unos 52 árbitros preseleccionados para el mundial de 2014. En septiembre de 2012 debutó en la fase de grupos de la Liga de Campeones de la UEFA, llegando a dirigir un partido de la primera jornada entre el Fútbol Club Barcelona y el FC Spartak de Moscú.

### Temporada 2012-13
En abril de 2013 es designado por primera vez para las semifinales de la Europa League, dirigiendo el partido de ida y vuelta entre el Fenerbahçe Spor Kulübü y el Sport Lisboa e Benfica. Seguidamente, en el mes de junio fue designado por la FIFA para arbitrar por primera vez con la Selección de fútbol de Serbia en la Copa Mundial de Fútbol Sub-20 de 2013 celebrada en Turquía, dirigiendo un partido de la fase de grupos y de octavos de final. En noviembre la comisión de arbitraje de la FIFA lo designó para arbitrar el partido de regreso en la segunda ronda entre la Selección de fútbol de Rumania y de Grecia.

### Temporada 2013-14
El 6 de noviembre de 2013 dirigió el encuentro entre FC Barcelona y AC Milan en el Camp Nou por la fase de grupos de la Liga de Campeones de la UEFA 2013-14 que finalizó 3-1.
Posteriormente el día 15 de enero de 2014 fue seleccionado oficialmente como árbitro para la Copa Mundial de Fútbol de 2014.

### Temporada 2016-17
Mažić dirigió la final de la Supercopa de Europa 2016 entre el Real Madrid y el Sevilla (3–2) jugada en Trondheim (Noruega).
Dirigió la final de la copa confederaciones del año 2017 realizada en Rusia entre Alemania y Chile (1-0)

### Temporada 2017-18
Fue designado para la Final de la Liga de Campeones de la UEFA 2017-18 de Kiev entre el Real Madrid y el Liverpool (3–1). En marzo de 2018, se hizo oficial su presencia a la Copa Mundial de Fútbol de 2018.

## Retiro
Mazic anunció su retiro el 9 de agosto de 2020, para ahora ser el encargado del Departamento de Árbitros de Chipre

## Copa Mundial de la FIFA
| Copa Mundial de Fútbol de 2014 – Brasil | Copa Mundial de Fútbol de 2014 – Brasil | Copa Mundial de Fútbol de 2014 – Brasil | Copa Mundial de Fútbol de 2014 – Brasil | Copa Mundial de Fútbol de 2014 – Brasil | Copa Mundial de Fútbol de 2014 – Brasil  | Copa Mundial de Fútbol de 2014 – Brasil | Copa Mundial de Fútbol de 2014 – Brasil |
| Fecha                                   | Partido                                 | Sede                                    | Fase                                    | Amonestado                              | Otorgado · Otorgado otra vez · Expulsado | Expulsado                               | Anotado · Penal                         |
| --------------------------------------- | --------------------------------------- | --------------------------------------- | --------------------------------------- | --------------------------------------- | ---------------------------------------- | --------------------------------------- | --------------------------------------- |
| 16 de junio de 2014                     | Alemania 4 – 0 Portugal                 | Salvador                                | Fase de grupos                          | 1                                       | 0                                        | 1                                       | 1                                       |
| 21 de junio de 2014                     | Argentina 1 – 0 Irán                    | Belo Horizonte                          | Fase de grupos                          | 2                                       | 0                                        | 0                                       | 0                                       |
| Copa Mundial de Fútbol de 2018 – Rusia  |                                         |                                         |                                         |                                         |                                          |                                         |                                         |
| Fecha                                   | Partido                                 | Sede                                    | Fase                                    | Amonestado                              | Otorgado · Otorgado otra vez · Expulsado | Expulsado                               | Anotado · Penal                         |
| 23 de junio de 2018                     | Corea del Sur 1 – 2 México              | Rostov-on-Don                           | Fase de grupos                          | 4                                       | 0                                        | 0                                       | 1                                       |
| 28 de junio de 2018                     | Senegal 0 – 1 Colombia                  | Samara                                  | Fase de grupos                          | 2                                       | 0                                        | 0                                       | 0                                       |
| 6 de julio de 2018                      | Brasil 1 – 2 Bélgica                    | Kazán                                   | Cuartos de final                        | 4                                       | 0                                        | 0                                       | 0                                       |